# Budadiri
Budadiri – miasto we Ugandzie, w dystrykcie Sironko.